# Mantecol
Il Mantecol è un dolce tipico della cucina argentina, una specie di torrone semi-morbido fatto con burro di arachidi.
È stato creato e messo in commercio negli anni quaranta dall'azienda di origine greca Georgalos, che prese l'ispirazione da un dessert della cucina greca, la halva.
Molto popolare in Argentina, dove è consumato specialmente nei mesi più freddi, ma viene consumato anche come dolce tipico natalizio, quindi anche nel mese caldo di dicembre.
Dopo la crisi economica argentina del 2001 l'azienda ha venduto i diritti del dolce alla Cadbury Stani, che ha modificato la ricetta aggiungendo cacao e incluso il grasso al posto del burro. Dal 2008, Georgalos ha potuto re-intraprendere la produzione con la ricetta originale, sotto il marchio "Nucrem".

## Ingredienti
La ricetta originale contiene i seguenti ingredienti:
- burro di arachidi;
- sciroppo di glucosio
- zucchero
- olio di palma
- albumi
- olio di soia
- cacao in polvere
- emulsionanti
- acido citrico
- aroma: vanillina